# آدام کری
آدام کری (به انگلیسی: Adam Curry) (زاده ۳ سپتامبر ۱۹۶۴) تهیه کننده، بازیگر آمریکایی است.
از فیلم‌های معروف او می‌توان به بازی در فیلم وزن آب اشاره کرد.

## حرفه پخش رسانه‌ای
کری در آرلینگتون، ویرجینیا زاده شد، اما از سال ۱۹۷۲ تا ۱۹۸۷ در آمستل‌فین، هلند زندگی کرد. پس از مدتی کار در رادیو دزدان دریایی هلند در رادیو پیکاسو در آمستل‌فین و رادیو دسیبل در آمستردام در اوایل دهه ۱۹۸۰ با نام مستعار «جان هولدن» کار کرد. او به عنوان مجری برنامه تلویزیونی شمارش معکوس هفتگی موسیقی پاپ هلندی، و نسخه انگلیسی همان برنامه که از کانال موسیقی پاناروپایی موزیک باکس پخش می‌شد، شرکت کرد. او همچنین میزبان چندین برنامه رادیویی و تلویزیونی دیگر برای ایستگاه پخش هلندی ورونیکا بود. جدای از شمارش معکوس، در هلند، آدام کری بیشتر به‌خاطر نقشش در نمایش رادیویی کری و ون اینکل (به همراه دی جی هلندی جرون فن‌اینکل) شناخته می‌شود.
در سال ۱۹۸۷، کری مجری ام‌تی‌وی شد. او علاوه بر حضور مستقیم بین موزیک ویدیوها، مجری برنامه‌های هدبنگرز بال و تاپ ۲۰ ام‌تی‌وی بود که در آن با ستاره‌هایی مانند مایکل جکسون و پل مک‌کارتنی مصاحبه می‌کرد. زمانی که برای ام‌تی‌وی کار می‌کرد، کارهای رادیویی نیز انجام می‌داد.
کری از نوامبر ۱۹۹۱ تا ژوئن ۱۹۹۴ میزبان نمایش شمارش معکوس رادیویی «۳۰ فهرست برتر آدام کوری» برای شبکه‌های رادیویی سرگرمی بود.

## پادکست
کری پادشو، وِویو را با شریک تجاری خود ران بلوم در ژانویه ۲۰۰۵ تأسیس کرد. پادشو یک شرکت تبلیغاتی پادکست است که شبکه پادکست، شبکه توزیع پادکست و شبکه موسیقی پادسیف را در بر می‌گیرد. برخی از پادکست‌های برتر پادشو عبارتند از کد منبع روزانه شخصی Curry، نمایش سپیده دم و درو، و گیک‌بریف تی‌وی.
از ژوئن ۲۰۰۵ تا مه ۲۰۰۷، کری میزبان یک برنامه شبانه‌روز هفتگی در رادیو ماهواره‌ای سیریوس به نام «پادشو آدام کری» بود.
از اکتبر ۲۰۰۷، او دو بار در هفته میزبان پادکست «شوی بدون برنامه» با جان سی. دووراک بوده است که در مورد اخبار و ساختارشکنی رسانه‌های خبری اصلی صحبت می‌کند.
کری پادکست خود را به‌‌‌‌‌‌‌‌‌‌‌شدت تبلیغ کرده است. او کد منبع روزانه پادکست خود را در زندگی دوم تحت نام «آدام نویمان» همراه با جزیره زندگی دوم به نام جزیره پادشو تبلیغ کرد. کری از پادکست برای حمایت از ران پال، نامزد ریاست جمهوری ۲۰۰۸ جمهوری‌خواه استفاده کرد. او همچنین از برنامه خود برای بحث در مورد موضوعات جایگزین در اخبار روزانه و همچنین تئوری توطئه سرکوب انرژی رایگان و جنبش حقیقت یازده سپتامبر استفاده می‌کند.
کری برای محبوبیتش در رسانه پادکست اعتبار دارد. همان‌طور که آنالی نیویتز در وایرد اشاره کرد، «هر رسانه جدید نیاز به شهرت دارد، و کری از ایفای این نقش خوشحال است.»
در ۴ مارس ۲۰۲۰ ، کری در پادکست جو روگان، تجربه جو روگان ظاهر شد و بعداً در ۸ سپتامبر ۲۰۲۰ دوباره حضور داشت. در طول نمایش سپتامبر، او درباره داشتن سندرم تورت صحبت کرد. کری برای سومین بار در ۶ ژوئیه ۲۰۲۱ به پادکست بازگشت. آدام کوری چهارمین حضور در برنامه را در ۸ ژانویه ۲۰۲۲ و پنجمین بار در ۲۵ ژانویه ۲۰۲۳ در این برنامه ظاهر شد.

## پادکست ایندکس
آدام کوری یک پلتفرم پادکست به نام پادکست ایندکس را در سال ۲۰۲۰ راه‌اندازی کرد. این پلتفرم یک پایگاه داده متن‌باز از پادکست‌ها است که تا سال ۲۰۲۴، بیش از چهار میلیون ورودی در پایگاه داده خود دارد. نرم‌افزار این سرویس تحت پروانه ام‌آی‌تی مجوز دارد و کل پایگاه داده در قالب اس‌کیوال لایت قابل دانلود است. این پلتفرم فیدهای وب پادکست‌ها را جمع‌آوری می‌کند که توسعه‌دهندگان می‌توانند در پروژه‌ها و برنامه‌های خود استفاده کنند، برای مثال، پخش‌کننده پادکست «پادچایزر».